# 灯市口西街
39°55′06″N 116°24′32″E / 39.9184584°N 116.4089177°E
灯市口西街，是位于北京市东城区的一条街。

## 简介
灯市口西街位于东城区西部，地处东华门街道办事处辖区，为东西走向，东起王府井大街，西到东黄城根南街，南侧和北官场胡同相通，北侧和康健胡同、丰富胡同、富强胡同相通。灯市口西街全长345米，宽16米，车行道宽度为6米，路面铺有沥青。
灯市口西街，明朝隶属保大坊，称为“奶子府”。据说，灯市口西街内路北原有一座府第，为明熹宗赐封其乳母客氏的府第，故该街称为“奶子府”。另一种说法称，根据明朝旧制，宫内的乳母都在该府居住，所以称为“奶子府”。清朝，该街隶属镶白旗，清朝乾隆时期称“奶子府胡同”，宣统时期称“迺兹府”。中华民国时期沿称。1965年北京市整顿地名时，将如意胡同并入，改称为“灯市口西街”。文化大革命中，该街一度改称“人民路八条”，后来恢复原名“灯市口西街”。如今，灯市口西街内设有芳园宾馆、东华门街道办事处等单位，其他多为居民住宅。灯市口西街两侧种有国槐。
灯市口西街路北有清朝的惠亲王府，现存残余建筑的门牌号为富强胡同3号。该府的原址是弘昇贝勒府。始王绵愉是清仁宗的第五子，嘉庆二十五年（1820年）晋封亲王。咸丰年间，他获授“奉命大将军”，与僧格林沁督办防剿，阻挡太平天国北伐军。他还提出铸铁钱以辅助大钱。英法联军入侵北京时，他又和僧格林沁会办防务。同治三年 （1864年）卒，谥为“端”。他的第五子奕詳袭郡王爵，后来加亲王衔，光绪十二年（1886年）卒，谥为“敬”。他的长子載潤继袭贝勒，直至清朝灭亡。如今，此府的正门以及后部都已被拆除改建为楼房，正殿、后寝仍存，其他建筑已大多被改建，此府现为机关宿舍。
罗隆基在北京的住所位于乃兹府胡同12号院，即如今的灯市口西街上。1946年初，女记者浦熙修采访罗隆基，后来二人相爱并同居至1956年。1949年中华人民共和国成立后，浦熙修重新从事新闻事业，《文汇报》再次复刊，浦熙修由中国共产党党员钦本立推荐，出任《文汇报》驻北京办事处记者，后来升任该处主任。当时，浦熙修居住在金鱼胡同。《文汇报》老总徐铸成以报社名义拨款，在灯市口西口购买房屋，设立了《文汇报》驻北京办事处，浦熙修便在此办公。如今该办事处已无任何遗迹存在。